# Élections législatives de 2020 à Guam
Les élections législatives de 2020 à Guam ont lieu le 3 novembre 2020 afin d'élire les membres de la Législature de Guam, un territoire non incorporé et organisé des États-Unis.

## Système électoral
L’ile de Guam est dotée d'un parlement unicaméral, la Législature, dotée de 15 sièges pourvus pour deux ans au scrutin majoritaire plurinominal dans une circonscription électorale unique. Les électeurs disposent d'autant de voix que de sièges à pourvoir, et les utilisent à raison d'une voix par candidat. Après dépouillement des suffrages, les quinze candidats ayant reçu le plus de voix sont déclarés élus,.

## Résultats
Chaque électeur étant doté de quinze voix à répartir sur les candidats de sa circonscription, le total des voix est largement supérieur au nombre de votants.
| Partis                   | Partis                | Voix | %   | +/- | Sièges | +/-           |
| ------------------------ | --------------------- | ---- | --- | --- | ------ | ------------- |
|                          | Parti démocrate (D)   |      |     |     | 8      | 2             |
|                          | Parti républicain (R) |      |     |     | 7      | 2             |
|                          | Autres partis         |      |     |     | 0      | en stagnation |
|                          | Indépendants          |      |     |     | 0      | en stagnation |
|                          |                       |      |     |     |        |               |
| Votes valides            |                       |      |     |     |        |               |
| Votes blancs et nuls     |                       |      |     |     |        |               |
| Total                    | Total                 |      | 100 | -   | 15     | en stagnation |
| Abstentions              |                       |      |     |     |        |               |
| Inscrits / participation |                       |      |     |     |        |               |